# Ester Ofarim
Ester Ofarim, z domu Zajid (hebr.) אסתר עופרים (ur. 13 czerwca 1941 w Safedzie) – izraelska wokalistka, reprezentantka Szwajcarii podczas 8. Konkursu Piosenki Eurowizji w 1963 roku.

## Życiorys
Urodziła się w rodzinie syryjskich Żydów w Safedzie. Zaczęła występować na scenie w dzieciństwie, wykonując hebrajskie piosenki folkowe. W 1959 poznała gitarzystę i tancerza Abiego Ofarima, którego później poślubiła. Rok później zagrała rolę w filmie Exodus, a w 1961 roku wygrała konkurs piosenki organizowany w Tel Awiwie, gdzie zaśpiewała dwa utwory: „Saëni Imchá Bemachol” i „Naamah”.
W 1963 roku reprezentowała Szwajcarię podczas 8. Konkursu Piosenki Eurowizji, na którym zajęła ostatecznie drugie miejsce w finałowej klasyfikacji z utworem „T'en vas pas”.
Po udziale w konkursie, zaczęła występować w duecie z mężem. Para koncertowała po Europie oraz w Stanach Zjednoczonych. W 1968 roku ich utwór „Cinderella Rockefella” znalazł się na europejskich listach przebojów. Para rozwiodła się w 1970 roku w Niemczech.
Po rozwodzie, wokalistka rozpoczęła solową karierę, nagrała kilkanaście albumów i odbyła kilka tras koncertowych.